# Megapsyrassa linsleyi
Megapsyrassa linsleyi är en skalbaggsart som beskrevs av Chemsak och Giesbert 1986. Megapsyrassa linsleyi ingår i släktet Megapsyrassa och familjen långhorningar. Inga underarter finns listade i Catalogue of Life.